# Sístole (figura literaria)
En retórica, la sístole es una figura literaria de dicción que en latín consistía en convertir una sílaba larga en una breve; en español, implica adelantar la posición del acento de una sílaba a la anterior. Es la figura opuesta a la diástole (figura literaria).
Ejemplo: en el segundo terceto del soneto de Francisco de Quevedo, el poeta se toma la licencia de adelantar el acento una sílaba, cuando usa la palabra "habia" (sonaría "hábia") en vez de "había":
No hábia a la estaca preferido el clavo,
ni las dueñas usado cenojiles;
es más vieja que «Présteme un ochavo».
Francisco de Quevedo